# Anastasija Sevastova
Anastasija Sevastova (n. 13 aprilie 1990, Liepāja, Republica Sovietică Socialistă Letonă, URSS) este o jucătoare profesionistă de tenis din Letonia.
După ce s-a retras în 2013 din cauza frecventelor accidentări, Sevastova a revenit în turneele profesioniste în 2015, iar la turneul US Open din 2016 a învins-o pe capul de serie nr. 3 Garbiñe Muguruza, precum și pe Johanna Konta, în drumul către primul ei sfert de finală al unui turneu de Mare Șlem. În anul 2018 a obținut cea mai bună performanță la un turneu de Mare Șlem, semifinală la US Open, învingând-o pe traseu pe campioana en titre Sloane Stephens.

## Carieră
În 2007 s-a calificat la turneul Istanbul Cup, unde a câștigat primul ei meci într-un turneu WTA, învingând-o pe Anastasia Iakimova. În runda a doua a pierdut în fața capului de serie nr. 5 Alona Bondarenko.
În august 2009 s-a calificat pe tabloul principal al turneului US Open și a câștigat primul său meci într-un turneu de Mare Șlem, învingând-o pe Tamarine Tanasugarn.

### 2010-2013
În martie 2010 Sevastova a obținut una dintre cele mai mari victorii ale începutului ei de carieră, învingând-o pe jucătoarea sârbă Jelena Janković (aflată atunci pe locul 9 în clasamentul mondial) în primul tur al Monterrey Open și ajungând apoi în semifinale. Sevastova a jucat la Estoril Open și în primul meci a învins-o pe capul de serie nr. 1 Ágnes Szávay. În finala acestui turneu, prima ei finală a unui turneu WTA, a învins-o pe Arantxa Parra Santonja în două seturi și a câștigat primul ei titlu WTA.
La turneul Australian Open 2011 Sevastova a învins-o în două seturi pe capul de serie 21 Yanina Wickmayer, pierzând în runda a patra în fața jucătoarei daneze Caroline Wozniacki de pe locul 1 mondial.
Datorită bolilor și accidentărilor frecvente Sevastova și-a anunțat retragerea din sportul profesionist în mai 2013.

### 2015: Revenirea în turneele profesioniste de tenis
În ianuarie 2015 Sevastova a revenit în turneele profesioniste de tenis, primind un wildcard la turneul de 10.000 $ de la Sharm El Sheikh, Egipt. În prima jumătate a anului ea a câștigat patru turnee ITF.
La Brasil Tennis Cup Sevastova a ajuns în prima semifinală a unui turneu WTA după ce ultima ei performanță de acest nivel avusese lor în 2013 la turneul de la Pattaya. La Cupa Kremlinului de la Moscova ea a învins-o în runda a doua pe Karolína Plíšková și apoi a pierdut în trei seturi în fața viitoarei campioane Svetlana Kuznețova.

### 2016: Primul sfert de finală al unui turneu de Mare Șlem

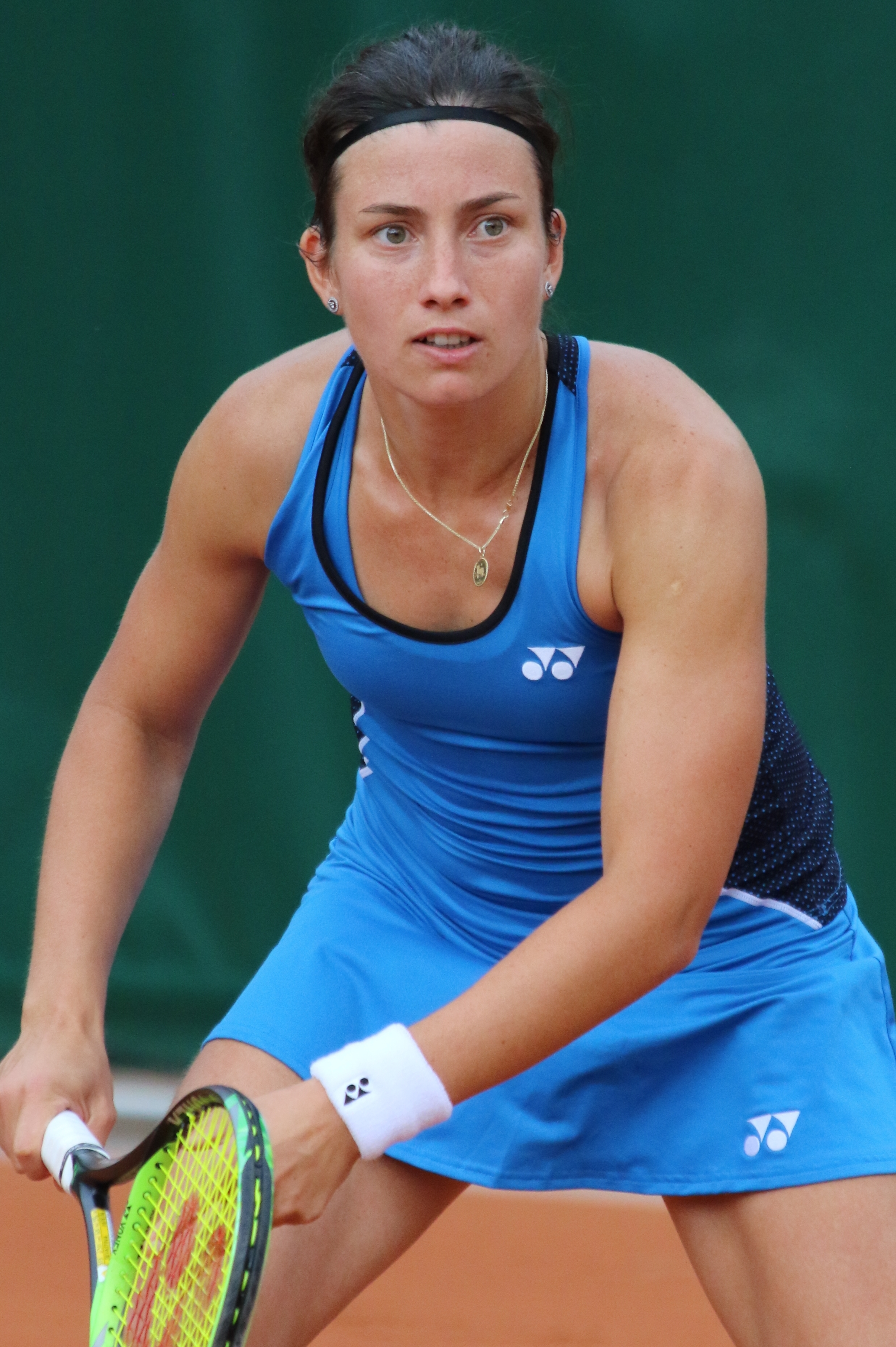
Sevastova, 2016

În perioada verii, Sevastova a jucat două finale: la Mallorca și la București, pierzând în confruntările cu Caroline Garcia și, respectiv, cu Simona Halep.
La US Open, Sevastova a realizat o surpriză, învingând-o în runda a doua pe Garbiñe Muguruza în două seturi, apoi a obținut victorii în partidele cu Kateryna Bondarenko și Johanna Konta, ajungând în primul ei sfert de finală a unui turneu de Mare Șlem. Ea a fost învinsă în sferturile de finală de Caroline Wozniacki, dar a ajuns pe locul 32, cea mai bună poziție a carierei, depășind cea mai bună clasare de până atunci (locul 36 atins pe 31 ianuarie 2011).

### 2017: Al doilea titlu WTA; al doilea sfert de finală la US Open; clasarea în top 15
Sevastova a ajuns în runda a treia a turneului Australian Open, învingându-le pe Nao Hibino și Kristína Kučová înainte de a pierde în fața Garbiñei Muguruza.
Sevastova a atins faza semifinalelor la două turnee de categoria Premier-5: Dubai Tennis Championships și Mutua Madrid Open. La Madrid a obținut cea de-a doua victorie în 2017 într-un meci cu o jucătoare din top 10, învingând-o în două seturi pe Karolína Plíšková, ocupanta locului 3. Sevastova a câștigat al doilea ei titlu WTA din carieră la Mallorca Open, unde ajunsese anul precedent în finală.
După Wimbledon Sevastova a ajuns pe locul 17 în clasamentul mondial și a atins faza sferturilor de finală la Bucharest Open și Swedish Open.
Sevastova a avansat pentru al doilea an consecutiv în faza sferturilor de finală de la US Open. Ea a câștigat ușor partidele din primele trei runde și a învins-o pe Maria Sharapova în runda a patra, pierzând apoi în fața viitoarei campioane Sloane Stephens.
Sevastova a jucat la turneul Elite Trophy de la Zhuhai. Ea a câștigat ambele meciuri din faza grupelor, împotriva lui Sloane Stephens și Barbora Strýcová. În semifinala turneului a fost învinsă de Julia Görges.

### 2018: Al treilea titlu WTA; prima semifinală a unui turneu de Mare Șlem; prima finală a unui turneu Premier Mandatory
Sevastova a început sezonul 2018 la Brisbane, unde a pierdut în semifinale în fața jucătoarei venite din calificări Aliaksandra Sasnovich. La Australian Open Sevastova a pierdut în runda a doua meciul cu Maria Sharapova.
În turneul de la Doha Sevastova a fost eliminată în runda a treia de Simona Halep. La Indian Wells Sevastova le-a învins pe Monica Puig și Julia Görges, înainte de a fi înfrântă în runda a patra de Venus Williams. Apoi la Miami a învins-o pe Alizé Cornet și a pierdutîn runda a treia cu Victoria Azarenka. Sevastova a ajuns la semifinale la Charleston, unde a pierdut în fața Juliei Görges.
Sevastova a făcut parte din echipa Letoniei în competiția  Fed Cup. După ce, alături de colegele ei de echipă Jeļena Ostapenko, Diāna Marcinkēviča și Daniela Vismane, a ajutat Letonia să câștige toate cele trei confruntări din faza grupei zonale și să învingă Serbia în playoff-ul grupei zonale, Letonia a avansat în playoff-ul Grupei a II-a Mondiale unde a jucat împotriva Rusiei. În ciuda faptului că Sevastova a pierdut primul său meci cu Anastasia Pavlyuchenkova, Ostapenko a câștigat ambele meciuri pe care le-a jucat și, după ce Sevastova a învins-o pe Ekaterina Makarova în ultima partidă de simplu, Letonia a avansat în Grupa a II-a Mondială.
La turneul de la Madrid Sevastova a pierdut în runda a doua în fața lui Kiki Bertens. În turneul de la Roma a ajuns în runda a treia, unde a pierdut în meciul cu Caroline Wozniacki. La Openul Francez a pierdut în prima rundă în fața jucătoarei venite din calificări Mariana Duque-Mariño.
Sevastova a început sezonul de tenis pe iarbă la Mallorca în calitate de campioană en titre. Nu a reușit să-și apere titlul, pierzând în finala cuTatjana Maria. La turneul de la Eastbourne Sevastova a pierdut în runda a treia în fața Dariei Kasatkina. La Wimbledon ea a pierdut în prima rundă în meciul cu Camila Giorgi.
Revenind pe zgură în luna iulie, Sevastova a ajuns în finala turneului Bucharest Open, unde a învins-o pe croata Petra Martić în două seturi și a câștigat al treilea titlu în turneele WTA.
La US Open Sevastova le-a învins pe Donna Vekić, Claire Liu, Ekaterina Makarova și capul de serie nr. 7 Elina Svitolina, ajungând pentru a treia oară consecutiv într-un sfert de finală la acest turneu. În sferturile de finală ea a învins-o pe campioana en titre Sloane Stephens în două seturi și a ajuns în prima ei semifinala a unui turneu de Mare Șlem, unde a pierdut în două seturi în fața Serenei Williams, câștigătoare a 23 de turnee de Mare Șlem.
În octombrie Sevastova a ajuns în finala turneului de la Beijing, învingându-le pe Donna Vekić, Dominika Cibulková și Naomi Osaka. Ea a pierdut apoi în două seturi în fața Carolinei Wozniacki, dar după turneu a atins cea mai înaltă poziție a carierei sale (nr. 12). La Cupa Kremlinului, Sevastova a ajuns în semifinale, unde a pierdut în partida cu jucătoarea venită din calificări Ons Jabeur.

## Stilul de joc
Sevastova este o jucătoare tactică care folosește lovituri variate pentru a câștiga puncte. Are lovituri consistente și exacte de pe linia de fund, care se pot transforma cu ușurință în lovituri câștigătoare (winnere). Posedă un serviciu exact care poate ajunge la 110 mph (177 km/h). Sevastova se mișcă ușor pe teren și are un joc bun de picioare. Se apropie mult de fileu pentru a încheia punctele, iar unele dintre cele mai bune lovituri ale ei sunt scurtele și slice-urile, care sunt foarte dificil de returnat. Reverul este, potrivit propriei afirmații, lovitura ei favorită. Principalele ei arme sunt varietatea și adaptabilitatea.

## Sponsorizări
Anastasija Sevastova este sponsorizată de Yonex pentru rachete și echipament de joc. Ea folosește racheta Yonex Ezone DR 98.

## Finale importante

### Turnee Premier-Mandatory și Premier-5

#### Simplu: 1 (1 înfrângere)
| Rezultat   | An   | Turneu     | Teren | Adversară          | Scor     |
| ---------- | ---- | ---------- | ----- | ------------------ | -------- |
| Înfrângere | 2018 | China Open | Hard  | Caroline Wozniacki | 3-6, 3-6 |

## Finale în circuitul WTA

### Simplu: 7 (3 titluri, 4 înfrângeri)
| Victorii - Înfrângeri                       |
| ------------------------------------------- |
| Turnee de Mare Șlem (0-0)                   |
| Turneul Campioanelor (0-0)                  |
| Turnee Premier Mandatory și Premier 5 (0-1) |
| Turnee Premier (0-0)                        |
| International (3-3)                         |

| Finale după suprafață |
| --------------------- |
| Hard (0-1)            |
| Iarbă (1-2)           |
| Zgură (2-1)           |
| Carpetă (0-0)         |

| Rezultat   | Victorii-Înfrângeri | Dată           | Turneu                  | Categorie     | Teren | Adversară              | Scor          |
| ---------- | ------------------- | -------------- | ----------------------- | ------------- | ----- | ---------------------- | ------------- |
| Victorie   | 1-0                 | Mai 2010       | Portugal Open, Estoril  | International | Zgură | Arantxa Parra Santonja | 6-2, 7-5      |
| Înfrângere | 1-1                 | Iunie 2016     | Mallorca Open, Spania   | International | Iarbă | Caroline Garcia        | 3-6, 4-6      |
| Înfrângere | 1-2                 | Iulie 2016     | Bucharest Open, România | International | Zgură | Simona Halep           | 0-6, 0-6      |
| Victorie   | 2-2                 | Iunie 2017     | Mallorca Open, Spania   | International | Iarbă | Julia Görges           | 6-4, 3-6, 6-3 |
| Înfrângere | 2-3                 | Iunie 2018     | Mallorca Open, Spania   | International | Iarbă | Tatjana Maria          | 4-6, 5-7      |
| Victorie   | 3-3                 | Iulie 2018     | Bucharest Open, România | International | Zgură | Petra Martić           | 7–6(7–4), 6–2 |
| Înfrângere | 3-4                 | Octombrie 2018 | China Open, Beijing     | Premier M     | Hard  | Caroline Wozniacki     | 3–6, 3–6      |

### Dublu: 1 (1 înfrângere)
| Victorii - Înfrângeri                        |
| -------------------------------------------- |
| Turnee Grand Slam (0-0)                      |
| Turneul Campioanelor (0-0)                   |
| Tier I / Premier Mandatory & Premier 5 (0-0) |
| Tier II / Premier (0-0)                      |
| Tier III, IV & V / International (0-1)       |

| Finale după suprafață |
| --------------------- |
| Hard (0-0)            |
| Iarbă (0-1)           |
| Zgură (0-0)           |
| Carpetă (0-0)         |

| Rezultat   | Victorii - Înfrângeri | Dată       | Turneu                | Categorie     | Turneu | Parteneră       | Adversare                    | Scor    |
| ---------- | --------------------- | ---------- | --------------------- | ------------- | ------ | --------------- | ---------------------------- | ------- |
| Înfrângere | 0-1                   | Iunie 2017 | Mallorca Open, Spania | International | Iarbă  | Jelena Janković | Chan Yung-jan Martina Hingis | abandon |

## Finale în circuitul ITF

### Simplu: 23 (13 titluri, 10 înfrângeri)
| Legendă             |
| ------------------- |
| Turnee de 100.000 $ |
| Turnee de 75.000 $  |
| Turnee de 50.000 $  |
| Turnee de 25.000 $  |
| Turnee de 10.000 $  |

| Rezultat   | Victorii- Înfrângeri | Dată            | Turneu                          | Categorie | Suprafață | Adversară               | Scor               |
| ---------- | -------------------- | --------------- | ------------------------------- | --------- | --------- | ----------------------- | ------------------ |
| Înfrângere | 0–1                  | Iulie 2006      | ITF Garching, Germania          | 10.000 $  | Zgură     | Sandra Martinović       | 7–6(7–5), 3–6, 2–6 |
| Victorie   | 1–1                  | August 2006     | ITF Bad Saulgau, Germania       | 10.000 $  | Zgură     | Josipa Bek              | 6–1, 6–0           |
| Victorie   | 2–1                  | August 2006     | ITF Bratislava, Slovacia        | 10.000 $  | Zgură     | Klaudia Malenovská      | 4–6, 6–0, 6–3      |
| Înfrângere | 2–2                  | Mai 2007        | ITF Antalya, Turcia             | 25.000 $  | Hard      | Vojislava Lukić         | 3–6, 6–7(3–7)      |
| Înfrângere | 2–3                  | Iunie 2007      | ITF Fontanafredda, Italia       | 25.000 $  | Zgură     | Anna Korzeniak          | 5–7, 0–6           |
| Victorie   | 3–3                  | Martie 2008     | ITF Noida, India                | 25.000 $  | Hard      | Sunitha Rao             | 6–2, 6–1           |
| Victorie   | 4–3                  | Iunie 2008      | ITF Galatina, Italia            | 25.000 $  | Zgură     | Estrella Cabeza Candela | 6–4, 6–4           |
| Victorie   | 5–3                  | Iulie 2008      | ITF Les Contamines, Franța      | 25.000 $  | Hard      | Agustina Lepore         | 6–4, 3–6, 6–3      |
| Înfrângere | 5–4                  | August 2008     | ITF Katowice, Polonia           | 25.000 $  | Zgură     | Lenka Wienerová         | 3–6, 2–6           |
| Înfrângere | 5–5                  | Septembrie 2008 | ITF Brno, Cehia                 | 25.000 $  | Zgură     | Zuzana Ondrášková       | 4–6, 6–3, 2–6      |
| Victorie   | 6–5                  | Martie 2009     | ITF La Palma, Spain             | 25.000 $  | Hard      | Kristína Kučová         | 4–6, 6–1, 6–1      |
| Victorie   | 7–5                  | Mai 2009        | ITF Johannesburg, Africa de Sud | 100.000 $ | Hard      | Eva Hrdinová            | 6–2, 6–2           |
| Înfrângere | 7–6                  | Iulie 2009      | ITF Zagreb, Croația             | 75.000 $  | Zgură     | Sandra Záhlavová        | 1–6, 6–7(4–7)      |
| Înfrângere | 7–7                  | Iulie 2012      | ITF Versmold, Germania          | 50.000 $  | Zgură     | Annika Beck             | 3–6, 1–6           |
| Victorie   | 8–7                  | Iulie 2012      | ITF Zwevegem, Belgia            | 25.000 $  | Hard (i)  | Çağla Büyükakçay        | 6–0, 6–3           |
| Victorie   | 9–7                  | Iulie 2012      | ITF Trnava, Slovacia            | 50.000 $  | Zgură     | Ana Savić               | abandon            |
| Victorie   | 10–7                 | Februarie 2015  | ITF Sharm El Sheikh, Egipt      | 10.000 $  | Hard      | Yuuki Tanaka            | 7–5, 6–3           |
| Victorie   | 11–7                 | Februarie 2015  | ITF Trnava, Slovacia            | 10.000 $  | Hard (i)  | Réka Luca Jani          | 6–1, 7–6(7–3)      |
| Victorie   | 12–7                 | Aprilie 2015    | ITF Ahmedabad, India            | 25.000 $  | Hard      | Ankita Raina            | 6–4, 7–6(7–5)      |
| Victorie   | 13–7                 | Mai 2015        | ITF Wiesbaden, Germania         | 25.000 $  | Zgură     | Tereza Martincová       | 6–1, 6–3           |
| Înfrângere | 13–8                 | Mai 2015        | ITF La Marsa, Tunisia           | 25.000 $  | Zgură     | Romina Oprandi          | 3–6, 3–6           |
| Înfrângere | 13–9                 | Iulie 2015      | ITF Bursa, Turcia               | 50.000 $  | Zgură     | İpek Soylu              | 5–7, 6–3, 1–6      |
| Înfrângere | 13–10                | Mai 2016        | ITF Trnava, Slovacia            | 100.000 $ | Zgură     | Kateřina Siniaková      | 6–7(4–7), 7–5, 0–6 |

### Dublu: 5 (4 titluri, 1 înfrângere)
| Rezultat   | Victorii- Înfrângeri | Dată            | Turneu                          | Categorie | Teren    | Parteneră        | Adversare                             | Scor                  |
| ---------- | -------------------- | --------------- | ------------------------------- | --------- | -------- | ---------------- | ------------------------------------- | --------------------- |
| Victorie   | 1–0                  | August 2008     | ITF Katowice, Polonia           | 25.000 $  | Zgură    | Lenka Wienerová  | Karolina Kosińska Aleksandra Rosolska | 5–7, 6–3, [10–3]      |
| Înfrângere | 1–1                  | Mai 2009        | ITF Johannesburg, Africa de Sud | 100.000 $ | Hard     | Kristína Kučová  | Naomi Cavaday Lesia Tsurenko          | 2–6, 6–2, [9–11]      |
| Victorie   | 2–1                  | Ianuarie 2015   | ITF Sharm El Sheikh, Egipt      | 10.000 $  | Hard     | Melanie Klaffner | Caroline Rohde-Moe Midori Yamamoto    | 6–4, 6–4              |
| Victorie   | 3–1                  | Februarie 2015  | ITF Trnava, Slovacia            | 10.000 $  | Hard (i) | Anna Maria Heil  | Michaela Hončová Lenka Juríková       | 6–4, 6–3              |
| Victorie   | 4–1                  | Septembrie 2015 | ITF Saint-Malo, Franța          | 50.000 $  | Zgură    | Kristína Kučová  | Maria Marfutina Natalia Vikhlyantseva | 6–7(1–7), 6–3, [10–5] |

## Cronologia performanțelor

### Simplu
| Turneu                              | 2006          | 2007          | 2008          | 2009 | 2010  | 2011  | 2012 | 2013          | 2014          | 2015 | 2016  | 2017  | 2018  | 2019 | SR          | Victorii-Înfrângeri | Victorii (%) |
| ----------------------------------- | ------------- | ------------- | ------------- | ---- | ----- | ----- | ---- | ------------- | ------------- | ---- | ----- | ----- | ----- | ---- | ----------- | ------------------- | ------------ |
| Turnee de Mare Șlem                 |               |               |               |      |       |       |      |               |               |      |       |       |       |      |             |                     |              |
| Australian Open                     | A             | A             | A             | Q1   | 1R    | 4R    | A    | Q1            | Nu a concurat | A    | 2R    | 3R    | 2R    | 4R   | 0 / 6       | 10–6                | 63%          |
| French Open                         | A             | A             | A             | 1R   | 1R    | 1R    | A    | Nu a concurat | Nu a concurat | A    | 2R    | 3R    | 1R    |      | 0 / 6       | 3–6                 | 33%          |
| Wimbledon                           | A             | A             | Q1            | 1R   | 1R    | 1R    | A    | Nu a concurat | Nu a concurat | A    | 1R    | 2R    | 1R    |      | 0 / 6       | 1–6                 | 14%          |
| US Open                             | A             | A             | A             | 2R   | 2R    | 1R    | Q3   | Nu a concurat | Nu a concurat | Q1   | QF    | QF    | SF    |      | 0 / 6       | 15–6                | 71%          |
| Victorii-Înfrângeri                 | 0–0           | 0–0           | 0–0           | 1–3  | 1–4   | 3–4   | 0–0  | 0–0           | 0–0           | 0–0  | 6–4   | 9–4   | 6–4   | 3–1  | 0 / 24      | 29–24               | 55%          |
| Turnee WTA Premier Mandatory        |               |               |               |      |       |       |      |               |               |      |       |       |       |      |             |                     |              |
| Indian Wells Open                   | A             | A             | A             | A    | 3R    | 2R    | A    | Q1            | Nu a concurat | A    | Q2    | 2R    | 4R    | 3R   | 0 / 5       | 6–5                 | 55%          |
| Miami Open                          | A             | A             | A             | A    | Q2    | A     | A    | Q1            | Nu a concurat | A    | Q1    | 2R    | 3R    | 3R   | 0 / 3       | 2–3                 | 40%          |
| Madrid Open                         | Nu a avut loc | Nu a avut loc | Nu a avut loc | A    | A     | A     | A    | Nu a concurat | Nu a concurat | A    | A     | SF    | 2R    | 3R   | 0 / 3       | 7–3                 | 70%          |
| China Open                          | Not Tier I    | Not Tier I    | Not Tier I    | A    | QF    | A     | A    | Nu a concurat | Nu a concurat | A    | 1R    | 1R    | F     |      | 0 / 4       | 7–4                 | 64%          |
| Turnee WTA Premier 5                |               |               |               |      |       |       |      |               |               |      |       |       |       |      |             |                     |              |
| Doha / Dubai Open                   | NT1           | NT1           | A             | A    | 2R    | 2R    | A    | A             | Nu a concurat | A    | 1R    | SF    | 3R    |      | 0 / 5       | 8–5                 | 62%          |
| Italian Open                        | A             | A             | A             | A    | A     | A     | A    | Nu a concurat | Nu a concurat | A    | A     | 2R    | 3R    |      | 0 / 2       | 3–2                 | 60%          |
| Canadian Open                       | A             | A             | A             | A    | A     | Q1    | A    | Nu a concurat | Nu a concurat | A    | A     | 2R    | QF    |      | 0 / 2       | 4–2                 | 67%          |
| Cincinnati Open                     | Not Tier I    | Not Tier I    | Not Tier I    | A    | A     | Q2    | A    | Nu a concurat | Nu a concurat | A    | Q1    | 3R    | 1R    |      | 0 / 2       | 2–2                 | 50%          |
| Tokyo / Wuhan Open                  | A             | A             | A             | Q2   | Q1    | 1R    | A    | Nu a concurat | Nu a concurat | A    | 1R    | 1R    | 1R    |      | 0 / 4       | 0–4                 | 0%           |
| Statisticile carierei               |               |               |               |      |       |       |      |               |               |      |       |       |       |      |             |                     |              |
| Turnee jucate                       | 0             | 1             | 0             | 9    | 16    | 18    | 1    | 2             | 0             | 3    | 20    | 25    | 21    | 1    | 117         | 117                 | 117          |
| Titluri                             | 0             | 0             | 0             | 0    | 1     | 0     | 0    | 0             | 0             | 0    | 0     | 1     | 1     | 0    | 3           | 3                   | 3            |
| Finale                              | 0             | 0             | 0             | 0    | 1     | 0     | 0    | 0             | 0             | 0    | 2     | 1     | 3     | 0    | 6           | 6                   | 6            |
| Victorii - Înfrângeri               | 0–0           | 1–1           | 0–0           | 5–9  | 21–15 | 12–18 | 0–1  | 2–2           | 0–0           | 5–3  | 21–20 | 37–24 | 40–19 | 3–1  | 3 / 117     | 147–113             | 57%          |
| Victorii (%)                        | –             | 50%           | –             | 36%  | 58%   | 40%   | 0%   | 50%           | –             | 63%  | 51%   | 61%   | 68%   | 75%  | 57%         | 57%                 | 57%          |
| Locul ocupat la sfârșitul sezonului | 529           | 267           | 194           | 83   | 45    | 94    | 181  | -             | -             | 110  | 35    | 16    | 11    |      | 5.042.063 $ | 5.042.063 $         | 5.042.063 $  |

## Rezultate în partidele cu alte jucătoare

### Rezultate în partidele cu jucătoarele din top 10
Rezultatele din partidele Sevastovei cu jucătoarele care au fost clasate în top 10; numele jucătoarelor care mai sunt încă în activitate sunt scrise îngroșat.
| Adversară           | Poziția cea mai înaltă | Meciuri | Victorii | Înfrângeri | Victorii (%) | Ultimul meci                                           |
| ------------------- | ---------------------- | ------- | -------- | ---------- | ------------ | ------------------------------------------------------ |
| Jelena Janković     | 1                      | 3       | 2        | 1          | 67%          | Victorie (4–6, 6–1, 6–2) la 2016 Mallorca SF           |
| Karolína Plíšková   | 1                      | 3       | 2        | 1          | 67%          | Victorie (6–3, 6–3) la 2017 Madrid R32                 |
| Ana Ivanovic        | 1                      | 2       | 1        | 1          | 50%          | Înfrângere (3–6, 3–6) la 2016 Australian Open R64      |
| Simona Halep        | 1                      | 9       | 3        | 6          | 33%          | Înfrângere (4–6, 3–6) la 2018 Doha R16                 |
| Garbiñe Muguruza    | 1                      | 3       | 1        | 2          | 33%          | Înfrângere (4–6, 2–6) la 2017 Australian Open R32      |
| Maria Sharapova     | 1                      | 3       | 1        | 2          | 33%          | Înfrângere (1–6, 6–74) la 2018 Australian Open R64     |
| Justine Henin       | 1                      | 1       | 0        | 1          | 0%           | Înfrângere (3–6, 4–6) la 2010 Wimbledon R128           |
| Serena Williams     | 1                      | 1       | 0        | 1          | 0%           | Înfrângere (3–6, 0–6) la 2018 US Open SF               |
| Venus Williams      | 1                      | 1       | 0        | 1          | 0%           | Înfrângere (5–7, 2–6) la 2016 Taipei QF                |
| Caroline Wozniacki  | 1                      | 4       | 0        | 4          | 0%           | Înfrângere (3–6, 3–6) la 2018 Beijing F                |
| Petra Kvitová       | 2                      | 3       | 2        | 1          | 67%          | Înfrângere (7–5, 1–6, 3–6) la 2011 Eastbourne R32      |
| Vera Zvonareva      | 2                      | 1       | 0        | 1          | 0%           | Înfrângere (2–6, 3–6) la 2010 Indian Wells R32         |
| Li Na               | 2                      | 2       | 0        | 2          | 0%           | Înfrângere (2–6, 3–6) la 2011 Stuttgart R32            |
| Agnieszka Radwańska | 2                      | 2       | 0        | 2          | 0%           | Înfrângere (5–7, 4–6) la 2011 Dubai R32                |
| Svetlana Kuznetsova | 2                      | 3       | 0        | 3          | 0%           | Înfrângere (7–5, 1–6, 3–6) la 2015 Moscow QF           |
| Sloane Stephens     | 3                      | 4       | 2        | 2          | 50%          | Victorie (6–2, 6–3) la 2018 US Open QF                 |
| Elina Svitolina     | 3                      | 2       | 1        | 1          | 50%          | Victorie (6–3, 1–6, 6–0) la 2018 US Open R16           |
| Dominika Cibulková  | 4                      | 2       | 2        | 0          | 100%         | Victorie (6–3, 7–65) la 2018 Beijing QF                |
| Naomi Osaka         | 4                      | 4       | 2        | 2          | 50%          | Înfrângere (6–4, 3–6, 4–6) la 2019 Australian Open R16 |
| Samantha Stosur     | 4                      | 4       | 2        | 2          | 50%          | Victorie (6–1, 4–6, 6–3) la 2017 Stuttgart R32         |
| Johanna Konta       | 4                      | 4       | 2        | 2          | 50%          | Victorie (6–3, 7–5) la 2017 Stuttgart R16              |
| Kimiko Date-Krumm   | 4                      | 2       | 1        | 1          | 50%          | Înfrângere (5–7, 1–6) la 2015 75k Dubai ITF R32        |
| Francesca Schiavone | 4                      | 1       | 0        | 1          | 0%           | Înfrângere (6–77, 4–6) la 2016 Wimbledon R128          |
| Sara Errani         | 5                      | 1       | 1        | 0          | 100%         | Victorie (7–64, 6–3) la 2016 Bucharest QF              |
| Eugenie Bouchard    | 5                      | 3       | 2        | 1          | 67%          | Victorie (6–3, 6–0) la 2017 French Open R64            |
| Daniela Hantuchová  | 5                      | 2       | 1        | 1          | 50%          | Victorie (6–4, 6–2) la 2016 Doha Q1                    |
| Anna Chakvetadze    | 5                      | 1       | 0        | 1          | 0%           | Înfrângere (3–6, 6–4, 4–6) la 2010 100k Bronx ITF QF   |
| Lucie Šafářová      | 5                      | 2       | 0        | 2          | 0%           | Înfrângere (2–6, 4–6) la 2017 Taipei R16               |
| Flavia Pennetta     | 6                      | 1       | 1        | 0          | 100%         | Victorie (6–3, 6–2) la 2011 Luxembourg R32             |
| Roberta Vinci       | 7                      | 1       | 1        | 0          | 100%         | Victorie (6–2, 7–5) la 2017 Cincinnati R32             |
| Marion Bartoli      | 7                      | 1       | 0        | 1          | 0%           | Înfrângere (1–6, 3–6) la 2009 Charleston R32           |
| Ekaterina Makarova  | 8                      | 1       | 0        | 1          | 0%           | Înfrângere (3–6, 2–6) la 2016 New Haven R16            |
| Andrea Petkovic     | 9                      | 1       | 1        | 0          | 100%         | Victorie (6–3, 6–4) la 2017 Charleston R32             |
| Kiki Bertens        | 10                     | 3       | 1        | 2          | 33%          | Înfrângere (1–6, 2–6) la 2019 Madrid R16               |
| Total               | Total                  | 72      | 28       | 44         | 38.89%       | * Statistici valabile la 21 ianuarie 2019              |

### Victorii împotriva jucătoarelor din Top 10
| #    | Jucătoare         | Locul adversarei | Turneu                             | Suprafață | Rundă | Scor                | Locul Anastasijei Sevastova |
| 2010 | 2010              | 2010             | 2010                               | 2010      | 2010  | 2010                | 2010                        |
| ---- | ----------------- | ---------------- | ---------------------------------- | --------- | ----- | ------------------- | --------------------------- |
| 1.   | Jelena Janković   | Nr. 9            | Monterrey Open, Mexic              | Hard      | 1R    | 5-7, 6-4, 6-4       | 72                          |
| 2.   | Samantha Stosur   | Nr. 8            | China Open                         | Hard      | 1R    | 2-6, 7-6 (7-5), 7-5 | 55                          |
| 2016 |                   |                  |                                    |           |       |                     |                             |
| 3.   | Garbiñe Muguruza  | Nr. 3            | US Open                            | Hard      | 2R    | 7-5, 6-4            | 48                          |
| 2017 |                   |                  |                                    |           |       |                     |                             |
| 4.   | Johanna Konta     | Nr. 7            | Porsche Tenis Grand Prix, Germania | Zgură     | 2R    | 6-3, 7-5            | 26                          |
| 5.   | Karolina Pliskova | Nr. 3            | Madrid Open, Spania                | Zgură     | 2R    | 6-3, 6-3            | 22                          |
| 2018 |                   |                  |                                    |           |       |                     |                             |
| 6.   | Julia Görges      | Nr. 10           | Rogers Cup, Canada                 | Hard      | 3R    | 6-3, 7-6 (7-2)      | 19                          |
| 7.   | Elina Svitolina   | Nr. 7            | US Open                            | Hard      | 4R    | 6-3, 1-6, 6-0       | 18                          |
| 8.   | Sloane Stephens   | Nr. 3            | US Open                            | Hard      | QF    | 6-2, 6-3            | 18                          |
| 9.   | Naomi Osaka       | Nr. 6            | China Open                         | Hard      | SF    | 6-4, 6-4            | 20                          |

## Legături externe
- Anastasija Sevastova la Women's Tennis Association
- Anastasija Sevastova la International Tennis Federation
- Anastasija Sevastova pe site-ul Fed Cup
- en Anastasija Sevastova la Olympedia.org